# لیگ فوتبال استان فارس
لیگ استان فارس بالاترین سطح فوتبال در استان فارس می‌باشد که در پنجمین سطح از فوتبال ایران و بعد از لیگ دسته سوم فوتبال ایران قرار دارد. قهرمان این جام به مسابقات کشوری لیگ دسته سوم فوتبال ایران راه می‌یابد و جواز حضور در جام حذفی را کسب می‌کند.
این مسابقات بخشی از برنامه ویژه آسیا است آسیا ویژن.

## نحوه برگزاری
مسابقات در یک مرحله و بین ۱۴ تیم برگزار می‌شود. قهرمان لیگ به لیگ دسته سوم فوتبال ایران صعود می‌کنداین مسابقات هر سال توسط هیئت فوتبال استان فارس برگزار می‌شود. در سال جاری مقرر گردید مسابقات به‌صورت تک بازی و در یک گروه ۱۴تیمی برگزار گردد

## فصل ۱۴۰۲_۱۴۰۱
تیم‌های حاضر
- کیان پارس مرودشت
- نامدار شیراز
- آژمان درفش شیراز
- پادنا میمند
- ستارگان آباده
- ارشاد نوین گله دار
- استقلال لطیفی لارستان
- آبی‌پوشان شیراز
- لیدوما نورآباد
- انبوه‌سازان آفتاب شیراز
- هلال احمر گراش
- عقاب شیراز
- نام آوران شیراز
- ایلدروم فراشبند